# Eberhard Herwarth von Bittenfeld

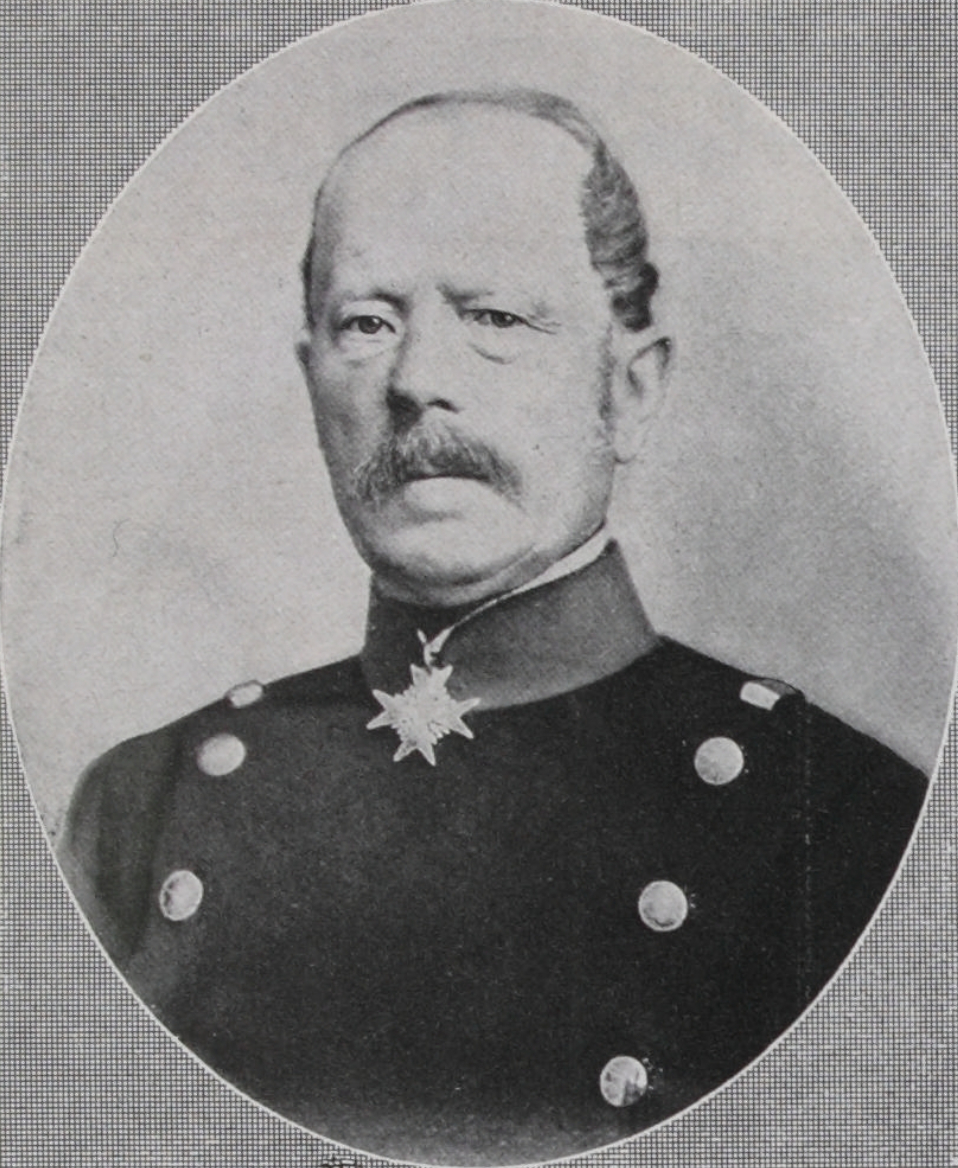
Eberhard Herwarth von Bittenfeld

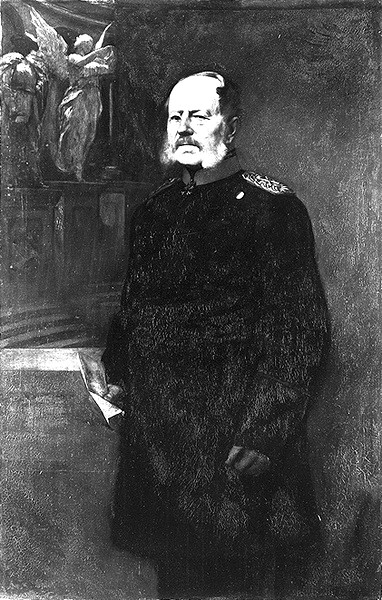
Eberhard Herwarth von Bittenfeld

Karl Eberhard Herwarth von Bittenfeld (* 4. September 1796 in Großwerther; † 2. September 1884 in Bonn) war ein preußischer Generalfeldmarschall.

## Leben

### Herkunft
Eberhard entstammte dem alten Augsburger Stadtadelsgeschlecht Herwarth von Bittenfeld, das im Jahr 1246 erstmals urkundlich genannt ist. Er war der Sohn des gleichnamigen preußischen Generalmajors Eberhard Herwarth von Bittenfeld (1753–1833) und dessen Ehefrau Johanna Friedericke Auguste, geborene von Arnstedt (1765–1851). Zwei Brüder von ihm stiegen ebenfalls zu Generalen der Preußischen Armee auf: Hans Paulus Herwarth von Bittenfeld (1800–1881) und Friedrich Herwarth von Bittenfeld (1802–1884). Seine schulische Ausbildung erfolgte zunächst im elterlichen Hause, danach bis zu seinem 15. Lebensjahr am Gymnasium in Brandenburg an der Havel.

### Militärkarriere
Herwarth von Bittenfeld trat am 15. Oktober 1811 als Musketier in das damalige Normal-Infanterie-Bataillon der Preußischen Armee in Berlin ein, wo er auch die Kriegsschule besuchte. 1813/14 nahm er als Sekondeleutnant während der Befreiungskriege an den Schlachten bei Großgörschen, Dresden, Leipzig, Arcis-sur-Aube und Paris teil. 1815 wurde er Adjutant des I. Bataillons im 2. Garde-Regiment zu Fuß. In dieser Eigenschaft erfolgte am 30. März 1816 seine Beförderung zum Premierleutnant und am 30. März 1821 avancierte Herwarth zum Kapitän und Kompaniechef.
Am 30. März 1835 wurde er als Major zum seinerzeitigen Garde-Reserve-Regiment versetzt und im gleichen Jahr zum Kommandeur des II. Bataillons ernannt. Am 30. März 1839 wurde er als Kommandeur des I. Bataillons zum 1. Garde-Regiment zu Fuß versetzt. Am 22. März 1845 erhielt er seine Beförderung zum Oberstleutnant und wurde am 31. März 1846 mit der Führung des Kaiser Franz Garde-Grenadier-Regiments beauftragt. Daran schloss sich ab dem 27. März 1847 eine Verwendung als Kommandeur des 1. Garde-Regiments zu Fuß. In dieser Eigenschaft wurde er am 10. Mai 1848 Oberst. Dieses Regiment befehligte er 1848 während der Märzrevolution in Berlin. In der Nacht vom 18. auf den 19. März fungierte Herwarth als Kommandant des königlichen Schlosses. 1850 erhielt er den Befehl über die 16. Infanterie-Brigade. 1852 wurde er Generalmajor und Brigadekommandeur sowie 1854 zum Kommandanten der Bundesfestung Mainz ernannt.

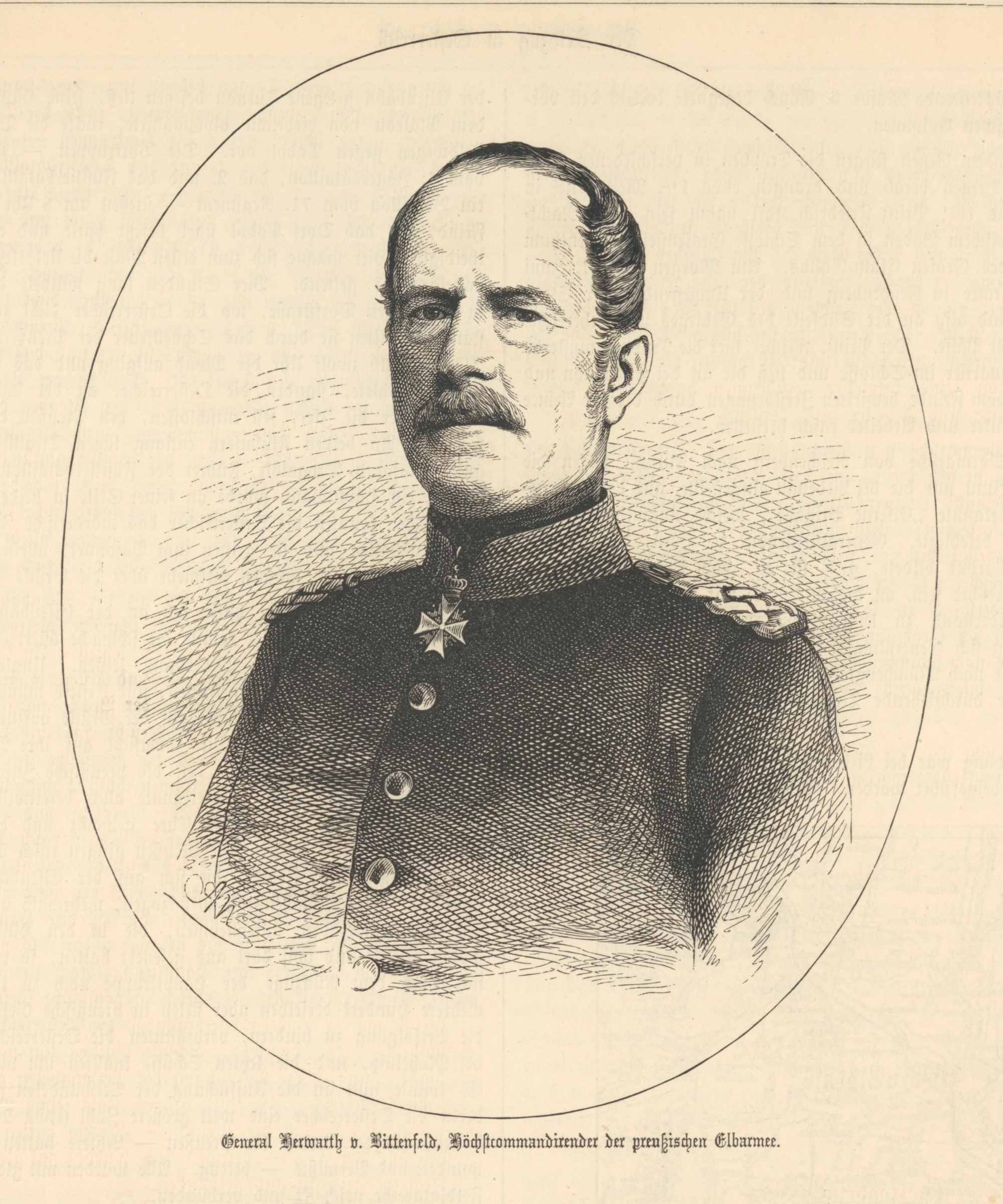
„General Herwarth von Bittenfeld, Höchstcommandirender der preußischen Elbarmee“

1856 wurde er Generalleutnant und Kommandeur der 7. Division. 1860 wurde er zum General der Infanterie befördert und erhielt das Kommando über das VII. Armee-Korps. 1864 übernahm er das Kommando über das Armeekorps des Prinzen Friedrich Karl Nikolaus von Preußen, nachdem dieser dem General Wrangel am 18. Mai im Oberbefehl gefolgt war.
Als nach dem Scheitern der Verhandlungen in London die Feindseligkeiten wieder eröffnet worden waren, brach Herwarth durch seinen Übergang nach Alsen am 29. Juni den Widerstand der Dänen und beendete damit praktisch den Feldzug. Für seine Verdienste während des Feldzuges erhielt er neben dem Orden Pour le Mérite am 21. August 1864 auch das Ritterkreuz des Militär-Maria-Theresien-Ordens. Nach dem Abschluss der Friedensverhandlungen in Wien wurde Herwarth zum Oberbefehlshaber in den Elbherzogtümern mit dem Sitz in Kiel ernannt. Am 29. Juni 1865 erhielt er das Generalkommando des VIII. Armee-Korps, das zusammen mit der 14. Division im Feldzug von 1866 (Deutscher Krieg) die Elbarmee bildete. Mit der Elbarmee besetzte Herwarth Dresden, warf den Gegner in den Gefechten bei Hühnerwasser und Münchengrätz am 27. und 28. Juni auf die Hauptarmee zurück und schlug in der Schlacht bei Königgrätz am 3. Juli den linken Flügel der Österreicher und der Sachsen durch die Erstürmung der Dörfer Problus und Prim. Hierfür erhielt er den Schwarzen Adlerorden und – wie auch die anderen Generale der Infanterie Albrecht von Roon, Helmuth von Moltke, Karl Friedrich von Steinmetz und Eduard Vogel von Falckenstein – eine beträchtliche Dotation; in der zeitgenössische Publizistik wurde er als einer der Helden des Böhmischen [= Deutschen] Krieges von 1866 gefeiert.
Im Anschluss an den Deutschen Krieg übernahm er wieder das Kommando über das VIII. »rheinische« Armee-Korps mit Generalkommando in Koblenz, was ihn zu einem der mächtigsten und einflussreichsten Vertreter der preussischen Herrschaft in der Region machte. Beim Ausbruch des Krieges gegen Frankreich wurde Herwarth 1870 Generalgouverneur im Bereich des VII., VIII. und XI. Armee-Korps. Nach Beendigung des Krieges wurde Herwarth von Bittenfeld am 8. April 1871 von allen seinen Stellungen entbunden, mit dem Charakter als Generalfeldmarschall zu den Offizieren von der Armee überführt und schließlich am 20. Juli 1875 zur Disposition gestellt.
Am 30. November 1872 wurde er in das Preußische Herrenhaus berufen. Außerdem war er von 1879 bis 1884 Kommendator des Johanniterordens, konkret der Rheinischen Genossenschaft der Kongregation.
Die sterblichen Überreste des am 2. Oktober 1884 verstorbenen Generalfeldmarschalls, der seit 1871 in Bonn gelebt hatte, wurden am 6. Oktober mit einem Sonderzug nach Koblenz überführt und dort unter beachtlicher öffentlicher Teilnahme an der Seite seiner 1868 verstorbenen zweiten Gattin beigesetzt. Das Grab mit einem einfachen Kissenstein befindet sich auf Feld 16 des Koblenzer Hauptfriedhofs (Reihe E, Grab 01-02).

### Familie

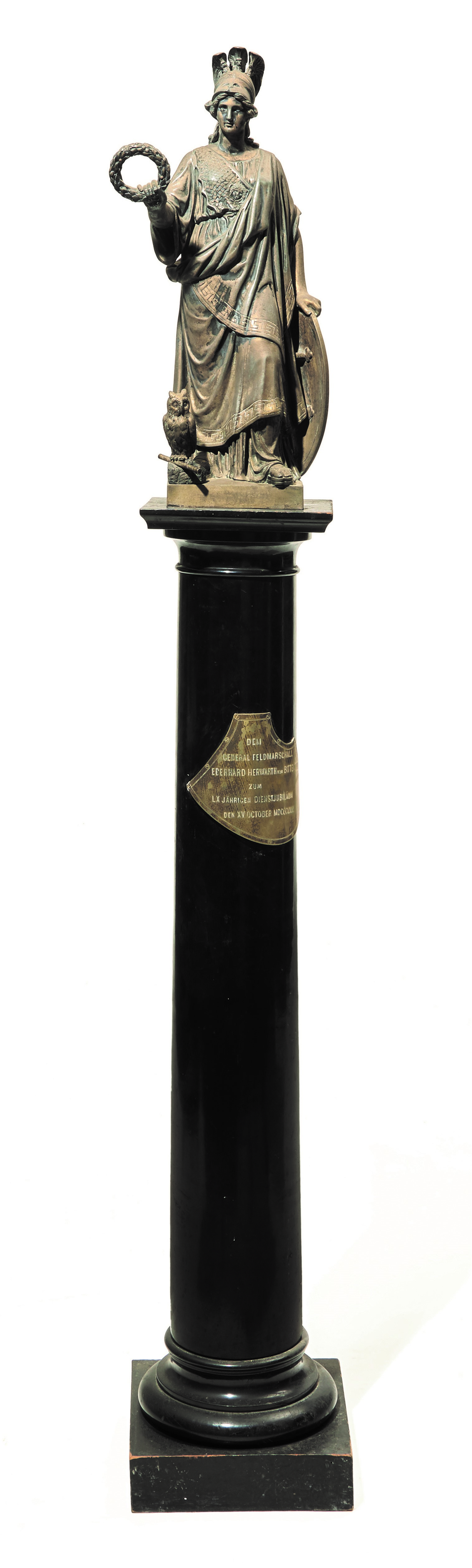
Gedenksäule mit Statue der Pallas Athene für Generalfeldmarschall Eberhard Herwarth von Bittenfeld zum 60. Dienstjubiläum am 15. Oktober 1871, mit entsprechenden Widmungen auf der Säule und dem Schild der Pallas Athene

Herwarth von Bittenfeld heiratete in erster Ehe am 23. Mai 1823 in Berlin Karoline Schulze (1795–1828), die Tochter des Pfarrers Heinrich Christian Schulze und der Dorothea Louise Wilcke. In zweiter Ehe heiratete er am 22. Juni 1831 ebenfalls in Berlin Sophie von Scholten (1802–1868), die Tochter des späteren preußischen Generals Wilhelm von Scholten und der Philippine Sieburg. Aus den Ehen gingen folgende Kinder hervor:
- Karoline (1824–1889) ⚭ Franz Hugo Hesse (1804–1861), Geheimer Legationsrat, Mitglied der preußischen Nationalversammlung, Generalkonsul für Spanien, Portugal und Mittelamerika
- Johanna Ernestine Luise (* 1825) ⚭ Alfred Müller, Regierungsbaumeister
- Hertha Eberhardine Sophie (1827–1873)
- Johann Karl Eberhard (1828–1870), gefallen als preußischer Major und Bataillonskommandeur in der Schlacht bei Vionville[8]
- Hans Paulus (1832–1892), preußischer Major
- Sophie Philippine Johanna (* 1835) ⚭ Karl von Bolschwing, preußischer Hauptmann im 6. Rheinischen Infanterie-Regiment Nr. 68 (gefallen 1866 in der Schlacht bei Königgrätz)
- Hans Friedrich (1836–1875), preußischer Major und Adjutant des Generalkommandos des II. Armee-Korps
- Carl (1837–1870), gefallen als preußischer Hauptmann und Kompaniechef in der Schlacht bei St. Privat[8]
- Anna (* 1839) ⚭ Alexander von Kameke (1825–1892), preußischer Generalleutnant, Herr auf Misdow und Klein Reetz
- Anton (1841–1923), preußischer General der Infanterie ⚭ Alice von Roy (* 1852)

### Ehrungen
- Am 18. Juni 1869 wurde Herwarth von Bittenfeld, damals Kommandierender General des VIII. Armee-Korps, die Ehrenbürgerschaft der Stadt St. Wendel verliehen,[9] wie es heißt, „wegen seiner hervorragenden Verdienste um König und Vaterland und damit auch um unsere Stadt“; konkret hatte er sich für die Einrichtung eines Bezirkskommandos in der Stadt eingesetzt.[10]
- Den Namen „Herwarth von Bittenfeld“ führte lange Zeit ein Fort nördlich von Sonderburg und seit 1889 auch das Infanterie-Regiment „Herwarth von Bittenfeld“ (1. Westfälisches) Nr. 13. In Bonn und Münster sind je eine Herwarthstraße nach ihm benannt; in Berlin gab es eine Herwarthstraße an prominenter Stelle.[11]
- Eine Straße in der Colonie Alsen existiert noch[12], eine weitere Straße gleichen Namens ist nicht nach ihm benannt[13] und eine weitere existiert noch in Köln.
- Im heutigen Kiel, im Stadtteil Pries wurde für die Festung Friedrichsort im heutigen Stadtteil Friedrichsort stand von etwa 1871 bis 1919 das Fort Herwarth, benannt zu Ehren von Eberhard Herwarth von Bittenfeld, heute residiert auf diesem Gelände die Firma WECO Feuerwerk.